# 빅토리아 멜리타 폰 작센코부르크고타 공녀
작센코부르크고타의 빅토리아 멜리타(Victoria Melita of Saxe-Coburg-Gotha, 1876년 11월 25일 ~ 1936년 5월 2일)은 영국의 왕족이다. 헤센 대공국의 에른스트 루트비히 폰 헤센 대공과 결혼해 헤센 대공비가 되었으며 이혼 후 러시아 대공 키릴 블라디미로비치와 재혼해 러시아 대공비가 되었다.

## 생애
빅토리아 멜리타는 에든버러 공작 알프레트와 마리야 알렉산드로브나의 둘째딸로 태어났다. 아버지는 빅토리아 여왕과 앨버트 공 사이에서 태어난 영국의 왕자였고, 어머니는 알렉산드르 2세의 딸로 러시아 황녀였다.
빅토리아 멜리타는 1894년 4월, 고종사촌인 헤센 대공국의 에른스트 루트비히 폰 헤센 대공과 결혼했다. 이듬해 딸 엘리자베트가 태어났지만 두 사람의 결혼은 불행했다. 부부는 자신들의 결혼을 주선했던 빅토리아 여왕(에른스트 루트비히의 외할머니이자 빅토리아 멜리타의 할머니)이 죽고나자 1901년 이혼했다. 딸 엘리자베트는 폴란드에서 빅토리아 멜리타의 외사촌에 해당하는 니콜라이 2세의 가족과 휴가를 보내던 중 장티푸스로 죽었다.
빅토리아는 1905년 또다른 외사촌 키릴과 결혼했다. 러시아 정교회는 사촌간의 결혼을 금했으며 이는 정교회 수장인 황제의 허가가 있을 때만 가능했으나, 에른스트의 여동생인 알렉산드라 황후는 먼저 이혼을 요구한 전 올케를 못마땅하게 여겼기에 결혼은 허가되지 않았다. 결국 빅토리아 멜리타와 키릴 부부는 러시아 황족으로서의 권리를 박탈당하고 파리에서 생활했다. 이후 니콜라이 2세에 의해 다시 대공과 대공비로서의 칭호가 주어져 러시아에서 살게 되었지만 러시아 혁명으로 망명길에 올랐다.
니콜라이 2세 가족의 사망 이후, 남편 키릴은 스스로 러시아 황제임을 주장했고, 빅토리아 멜리타 역시 남편의 주장을 지지했다. 키릴의 주장은 정당한 것이었지만 가장 먼저 황제를 배신했으며, 황태후가 사망하기 전까지는 황위를 논하지 말자는 황족간의 약속을 깬 것이었기에 다른 황족, 왕족들로부터 비난을 받았다.

## 자녀
- 에른스트 루트비히 폰 헤센 대공 (1894년 결혼, 1901년 이혼)
  - 헤센다름슈타트의 엘리자베트
- 키릴 블라디미로비치 대공 (1905년 결혼)
  - 마리야 키릴로브나 여대공
  - 키라 키릴로브나 여대공
  - 블라디미르 키릴로비치 대공